# Heiner Brinkmann
Heiner Brinkmann (* 1931 in Köln) ist ein deutscher Sportwissenschaftler und Hochschullehrer.

## Leben
Brinkmann bestand 1950 in Koblenz sein Abitur und studierte hernach bis 1954 an der Sporthochschule Köln sowie bis 1956 Erdkunde, Englisch und Geschichte für das Lehramt an der Universität zu Köln. Er wurde mehrfacher deutscher Hochschulmeister im Wasserball, Schwimmen, Skilauf und war seit 1954 auch als Schwimmmeister tätig. Später trainierte er die Schwimmer von Poseidon Köln, Bensberg und Bergisch Gladbach.
Ab 1955 war er als Sportlehrer am Dreikönigsgymnasium in Köln und ab 1956 an der Sporthochschule beschäftigt. 1958 legte er sein Assessorexamen ab und wurde zum Studienassessor ernannt. Er war an der Sporthochschule am Institut für Sportdidaktik beschäftigt, gehört von 1957 bis 1960 zudem dem Prüfungsamt an und war im selben Zeitraum für die Erstellung des Vorlesungsverzeichnisses verantwortlich. Ab dem Jahr 1967 (bis 1996) war Brinkmann an der Sporthochschule Fachleiter der Lehrgebiete Skilauf und Alpinistik. Ab 1972 hatte er den Rang eines Studienprofessors inne. 1979 übernahm er die Leitung des Instituts für Schwimm-, Wasser-, Winter- und Kampfsport, welche er abgesehen von Unterbrechungen bis zu seinem Übertritt in den Ruhestand 1996 innehatte. Brinkmann war an der Sporthochschule der Leiter der schulmethodischen Ausbildung, gehörte dem Konvent sowie dem staatlichen Prüfungsamt für erste Staatsprüfungen für Lehrämter an Kölner Schulen an. Er war nach dem Austritt aus dem Hochschuldienst zeitweilig als Schwimmmeister tätig.
Brinkmann veröffentlichte Lehrbücher zu den Themen Skilanglauf, Skibobfahren und Orientierungssport. Zu seinen Hauptforschungsgebieten zählten Aspekte der Sportdidaktik. Er veröffentlichte über 150 Zeitschriftenaufsätze, Bücher und Medien. Weiterhin war er Referent von rund 120 Diplom- und Staatsarbeiten.
2016 wurde er mit der goldenen Ehrennadel der Deutschen Sporthochschule Köln ausgezeichnet.